# Carter Reef
Carter Reef är ett rev i Australien.   Det ligger på Stora Barriärrevet i delstaten Queensland. Det ligger norr om Half Mile Opening, en farled (öppning) genom Stora Barriärrevet.